# Wings of Winter, Shades of Summer
『Wings of Winter, Shades of Summer』（ウイングス・オブ・ウィンター・シェーズ・オブ・サマー）は、松任谷由実（ユーミン）の32枚目のオリジナルアルバム。2002年11月20日に東芝EMIからリリースされた（TOCT-25000）。恒例となっていたアルバムと連動のコンサートツアーは行われなかったが、代わりに総制作費50億円を費やした「シャングリラII」公演が翌年に行われた。

## 解説
- 長年の懸案だった「SURF&SNOW vol.2」を目指して製作されたが、往年のリゾートの概念が崩壊してしまった今、作品として具象化するにあたり「近未来の精神的リゾート」をテーマに掲げた。このことは「トータルアルバムを創る」と題した松任谷由実自身によるマスコミ向けのコメントの中でも詳しく記されている[注釈 1]。
- アルバムのトータル性が保たれるよう何曲も平行して製作を行い、7曲に絞って収録された。発売にあたっては、曲順が「Bonne année」、「Rodeo」、「Northern Lights」、「Wings of Winter」、「雪月花」、「Painting the sea」、「ただわけもなく」としていたり、デビューシングル「返事はいらない」をボーナストラックとして収録する案や、11月13日の発売予定、タイトルを「Wings of Winter」のみにする案するなど、紆余曲折もあった。
- オリコンデイリーでは4日間首位を獲得したものの、ウィークリーでは2位という結果になった。なお、サウンドスキャンでは1位を獲得した。
- この2002年には、東芝EMIがコピーコントロールCDを導入したが、プロデューサーである松任谷正隆の強い要望により、この作品はCD-DAで発売された。
- 初回限定のみユーミンスペクタクル「シャングリラII」チケット先行予約ハガキ封入。

## 収録曲

### CD
| 全作詞・作曲: 松任谷由実、全編曲: 松任谷正隆。 |                                      |            |            |      |
| #                                              | タイトル                             | 作詞       | 作曲・編曲 | 時間 |
| 1.                                             | 「Bonne année」                      | 松任谷由実 | 松任谷由実 | 4:12 |
| 2.                                             | 「Wings of Winter」                  | 松任谷由実 | 松任谷由実 | 3:48 |
| 3.                                             | 「Northern Lights」                  | 松任谷由実 | 松任谷由実 | 5:21 |
| 4.                                             | 「ただわけもなく -Out of the Blue-」 | 松任谷由実 | 松任谷由実 | 4:47 |
| 5.                                             | 「Rodeo」                            | 松任谷由実 | 松任谷由実 | 5:11 |
| 6.                                             | 「雪月花 -Snow, Moon and Flowers-」  | 松任谷由実 | 松任谷由実 | 4:50 |
| 7.                                             | 「Painting the sea」                 | 松任谷由実 | 松任谷由実 | 4:53 |

### 楽曲解説
1. Bonne année
タイトルの「ボナネ」とは、フランス語で「新年おめでとう」の意味である。
2. Wings of Winter
ミュージックビデオが製作された。
3. Northern Lights
2002年8月に松任谷由実がフィンランドを旅する直前に、ラップランド地方に伝わる伝説をイメージしながら作られた。この旅行の模様は、2003年3月15日にテレビ朝日系列で『地球の歌声が聴こえる ユーミンの遥かなる音と魂の旅』と題した2時間番組で放映された。2002年の東芝EMI、Windows Media 9共同プロモーションソングでもあり、2002年10月に東京ビッグサイトで行われた「WPC EXPO 2002」のマイクロソフトのブースにおいてドルビーデジタル5.1chサラウンドで先行公開された。この音源は2003年2月5日に発売されたDVD付きシングル『雪月花』のDVDにも、ミュージックビデオとともに収録されている。
4. ただわけもなく
アサヒ「夏旨茶〜暑中見舞い篇〜」CMタイアップ曲[2]。2002年7月に逗子マリーナで行われたコンサート「YUMING SURF&SNOW in Zushi Marina vol.16」でも一足早く歌われたが、アルバムに収録するか否かはスタッフの間で意見が割れていたという。クレジットに名前はないものの、松任谷正隆もコーラスで参加している。
自薦ベスト『ユーミンからの、恋のうた。』にも収録。
5. Rodeo
6. 雪月花
『NHKテレビ50年・あの人に会いたい』テーマ曲として、2003年2月5日にDVD付きシングルとして発売される予定だったが、DVDに不具合が見つかり2月15日に発売が延期された。シングル発売を記念して2003年1月に、松任谷由実と親交のある栃東関へ化粧廻しが贈られた。曲の製作にあたってはプロデューサーの松任谷正隆よりバラード曲をたくさん作るよう指示があり、5曲ほどボツになったという。なお、そのボツになった曲のうちの1曲が次作アルバムに収録された「永遠が見える日」の原曲となった。
7. Painting the sea
日本ミルクコミュニティ「MEGMILK」CMイメージソング[2]。2001年11月に発売されたベストアルバム『sweet,bitter sweet』に収録された新曲「One more kiss」とともに米同時多発テロ直後に録音されたが、アルバムに収録するにあたりミックスをやり直した。夏の終わりの海を背景に、「あなたのいない」世界を受け入れてゆく者の心情を描く。製作中、プロデューサーである松任谷正隆は「どこまでも澄み切った、死後の世界」をイメージしていたという。

## 参加ミュージシャン
- キーボード＆プログラミング : 松任谷正隆
- ドラム : Mike Baird（#3～#5）
- エレクトリック・ギター : Michael Landau（#5）、Dean Parks（#7）
- アコースティック・ギター : Michael Landau（#3,#6）、吉川忠英（#4）、Dean Parks（#7）
- ベース : Neil Stubenhaus（#1）、Leland Sklar（#3～#7）
- パーカッション : Michael Fisher（#1,#3～#7）
- フルート : Dan Higgins（#1）
- サキソフォン : Dan Higgins（#2）
- ヴァイオリン : Sid Page（#1,#3,#6）、Darious Campo（#1,#3,#6）、Mario De Leon（#1,#3,#6）、Joel Derouin（#1,#3,#6）、Bruce Dukov（#1,#3,#6）、Clayton Haslop（#1,#3,#6）、Peter Kent（#1,#3,#6）、Sara Parkins（#1,#3,#6）、Michelle Richerds（#1,#3,#6）、John Wittenberg（#1,#3,#6）
- ヴィオラ : Carol Mukogawa（#1,#3,#6）、Sam Formicola（#1,#3,#6）、Darrin McCann（#1,#3,#6）、Jorge Moraga（#1,#3,#6）
- チェロ : Larry Corbett（#1,#3,#6）、Steve Richards（#1,#3,#6）
- シンセサイザー・プログラミング : 山中雅文（#2,#5,#7）
- コーラス : 松任谷由実、松任谷正隆（#4）